# Радиовещание на Кубе
Радиовещание на Кубе входит в число средств массовой информации Республики Куба.

## История
История радиовещания на Кубе началась в 1914 году, но первые несколько лет оно представляло собой эксперименты. Радиовещание в стране было организовано в 1922 году, когда 10 октября 1922 года на острове начала работу первая радиостанция. 
С 1926 года началось развитие радиовещания, однако начавшийся в 1929 году экономический кризис осложнил положение на Кубе и замедлил этот процесс.
В 1940е годы количество радиоприёмников в стране значительно увеличилось (только в период с 1940 по 1943 год на Кубу было ввезено свыше ста тысяч радиоприёмников из США, Великобритании, Голландии, Японии и Германии).
В начале 1950-х годов радиостанции принадлежали в основном частным фирмам, значительную часть эфира занимала продукция радиовещательных корпораций США и реклама.
13 марта 1957 года вооружённая группа активистов из "Революционного директората 13 марта" под руководством Хосе Антонио Эчеверрия атаковала президентский дворец и помещения радиостанции "Релох" с целью убить Ф. Батисту, объявить об этом по радио и призвать население страны к восстанию. Они сумели проникнуть в здание столичного радиоцентра, но охрана отключила радиоантенну и зачитать обращение не удалось, ещё 26 атакующих погибли в бою с охраной президентского дворца, после чего остальные подпольщики отступили.
В июле 1957 года руководство повстанческой армии Ф. Кастро осознало необходимость создания собственной радиостанции, поиски оборудования для которой начали радиотехник Эдуардо Фернандес и инженер Агустин Капо. В январе 1958 года в Гаване они нашли и купили любительский радиопередатчик "Collins-32-V-2" производства США, электрогенератор мощностью 1 кВт, аккумуляторы, проигрыватель и пластинку с записью патриотической музыки. 17 февраля 1958 года покупки были доставлены в лагерь повстанцев в Ла Меса. 24 февраля 1958 года в 17:00 часов по местному времени вышли в эфир нелегальная радиостанция «Радио ребельде» впервые вышла в эфир из горного массива Сьерра-Маэстра. Тексты радиопередач составлял Эрнесто Че Гевара, сам Фидель Кастро впервые выступил по радио 14 апреля 1958 года. Передачи «Радио ребельде» стали популярны за пределами страны, к концу 1958 года их ретранслировал ряд радиостанций стран Латинской Америки (в том числе "Радио континенте" в Венесуэле, "Радио караколь" в Колумбии, "Радио ель мундо" в Аргентине, радиостанция WKVM в Пуэрто-Рико, "Радио Америка" в Гондурасе, а также радиостанции корпорации LPI в Бразилии, Парагвае, Перу, Чили и Уругвае).
В июле-августе 1958 года повстанцы перешли в наступление, у правительственных войск и полиции были захвачены оружие, техника и военное имущество (в том числе, 14 коротковолновых радиопередатчиков PRC-10). В результате, «Радио ребельде» удалось оснастить более мощным генератором, направленной антенной, магнитофонами и другим оборудованием, а трофейные радиопередатчики с осени 1958 года использовались в качестве ретрансляторов.
После победы Кубинской революции в январе 1959 года радиовещание и радиосвязь были национализированы и реорганизованы. В том же 1959 году была создана Федерация радиолюбителей Кубы.
24 февраля 1961 года в Гаване начала вещание радиостанция «Радио Гаваны» («Radio Habana Cuba»).
24 мая 1962 года был создан Кубинский институт радио и телевидения («Instituto Cubano de Radio y Televisión»), в ведение которого передали вопросы радиовещания и телевидения. По состоянию на начало 1964 года на Кубе действовали одна коротковолновая радиостанция (осуществлявшая вещание на зарубежные страны), пять национальных радиостанций и значительное число местных радиопередатчиков.
В 1973 году в стране действовала 41 радиостанция (крупнейшими из которых являлись «Радио либерасьон», «Радио ребельде», «Радио прогресс», «Радио релох» и «Радио Гавана-Куба»). Передачи на зарубежные страны велись на восьми языках (испанский, английский, французский, арабский, португальский и др.).
При содействии СССР и других социалистических стран на Кубе началось развитие машиностроения. Был построен радиосборочный завод в Сантьяго-де-лас-Вегас (провинция Гавана) и в стране было освоено производство радиоприёмников (которые продавались на внутреннем рынке и экспортировались).
В 1974 году в стране насчитывалось 2 млн радиоприёмников.
В 1980е годы обеспеченность населения страны радиоприёмниками была достаточно высокой (радиоприёмники были практически в каждой кубинской семье, а также на предприятиях, в учреждениях и организациях). При этом к концу апреля 1987 года 66% радиоприёмников у населения составляли радиоприёмники кубинского производства.
В октябре 1983 года президент США Р. Рейган подписал решение о создании при "Голосе Америки" дочерней радиостанции - "Радио Марти" для ведения радиопропаганды на Кубу.
В 1985 году на Кубе действовали 160 радиостанций и 78 телевизионных станций. В 1986 году при содействии СССР были введены в строй два коротковолновых передатчика на радиоцентре "Титан".
В 1993 году в стране насчитывалось 2,14 млн радиоприёмников.
По состоянию на 2006 год, крупнейшими радиостанциями являлись «Radio Habana Cuba», «Radio Rebelde», «Radio Progreso» и «Radio Reloj».
В июне 2008 года было подписано соглашение с Ираном о развитии сотрудничества в области радио и телевидения.
Осенью 2013 года было подписано соглашение с индийским агентством "Prasar Bharati" (в соответствии с которым кубинские радиопередачи могут транслироваться на территории Индии, а индийская продукция - на радио Кубы).